# مارك هابارد
مارك هابارد (بالإنجليزية: Mark Hubbard)‏ هو كاتب أغاني أمريكي، ولد في 15 أكتوبر 1966 في شيكاغو في الولايات المتحدة.